# Macara plutitoare

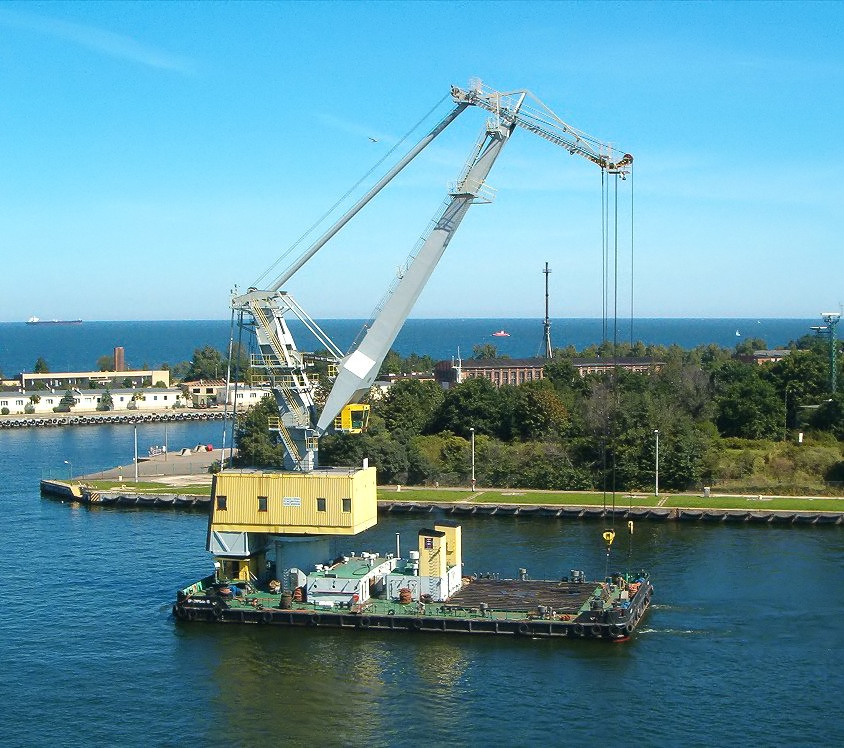
Macara plutitoare

Macara plutitoare este o instalație plutitoare utilizată în porturi și pe căi navigabile la încărcarea, descărcarea și transbordarea mărfurilor și pieselor grele, la construcția și salvarea navelor, dezeșuări de nave, montarea platformelor marine, executarea diferitelor lucrări hidrotehnice etc. De asemeni, este utilizată la diverse operațiuni de manipulare a mărfurilor generale cu cârligul, respectiv a minereurilor, cărbunilor și altor produse în vrac cu graifărul, sau pentru transbordarea unor sarcini grele chiar și în porturile dotate cu macarale de cheu.  
Macaralele plutitoare intră în categoria de navă fluvială sau de ape interioare navigabile.

## Alcătuire
Macaraua plutitoare este alcătuită dintr-un ponton sau o navă special amenajată pe care este montată o macara pivotantă sau cu braț rabatabil. Poate fi remorcată sau autopropulsată. Pentru ridicarea și coborârea sarcinei și pentru modificarea brațului macaralei, pe punte sunt instalate vinciuri puternice acționate de motoare electrice. Pe punte se află și o cabină de comandă pentru operațiuni complexe (manevre, semnalizare, comunicări).

## Forța de ridicare
Forța de ridicare a macaralelor plutitoare variază foarte mult, de la 10 t la câteva sute de tone sau chiar mai mult. Poziția și lungimea axului de rotație al macaralei depind de greutate și de operațiune. 